# 小澤太郎 (テレビプロデューサー)
小澤 太郎（おざわ たろう、1966年 - ）は、日本テレビ放送網海外ビジネス推進室。以前は、制作局（旧バラエティー局→バラエティーセンター）に所属していた元プロデューサー。早稲田大学政治経済学部卒業で、愛称はタロウちゃん。
入社後は五味一男の下でバラエティ番組のディレクター。五味一派とも言われている。
2013年6月1日付で制作現場を離れた。

## 担当番組

### 過去
- 全員出席!笑うんだってば
- マジカル頭脳パワー!!
- 速報!歌の大辞テン
- 週刊ストーリーランド
- スーパースペシャル'01 人間ドックで大発覚!芸能人の病気公開告知スペシャル!!「史上初本人に知らされてない病名を衝撃の生告知」（総合演出）
- ささるぅ
- 未知の世界を撮りたい 驚き(秘)映像ハンター!ドリームビジョン
- 香取慎吾の特上!天声慎吾
- 世界まる見え!テレビ特捜部
- さんま&SMAP!美女と野獣のクリスマススペシャル
- ビートたけしの今まで見たことないテレビ
- くりぃむしちゅーのどっきり大作戦
- ナイナイメモリー
- 中井正広のブラックバラエティ
- ナカイの窓
- 快脳!マジかるハテナ